# 山本悦子 (児童文学作家)
山本悦子（やまもと えつこ、1961年- ）は、日本の児童文学作家。
愛知県半田市出身・在住。元小中学校教員。児童文学同人誌「ももたろう」所属。日本児童文学者協会会員。2017年『神隠しの教室』で野間児童文芸賞受賞。2023年『マスク越しのおはよう』で日本児童文学者協会賞受賞。

## 受賞歴
- 2016年 - 第55回野間児童文芸賞
- 2023年 - 第63回日本児童文学者協会賞

## 著書
- 『ぼくとカジババのめだまやき戦争』ひらのてつお絵 ポプラ社 1996
- 『WA・O・N  夏の日のトランペット』ふりやかよこ絵 ひくまの出版 1996
- 『いっしょに遊ぼ、バーモスブリンカル!』宮本忠夫絵 あかね書房 2003
- 『ポケネコ・にゃんころりん』沢音千尋画　童心社 フォア文庫（のちハードカバー）

1. (ポケットの中のふしぎネコ)2007
2. (ジュリエットさま、抱きしめて)2008
3. (初恋は海のかおり?)2009
4. (さよなら?にゃんころりん)2009
5. (心は雪のように)2010
6. (メル友、ワニ友募集中!)2010
7. (運命のベストパートナー)2011
8. (影だけのねこの秘密)2012
9. (思い出の夏にタイムトラベル!?)2012
10. (さよならをするために)2012

- 『がっこうかっぱのイケノオイ』市居みか絵 童心社 2010
- 『くつかくしたの、だあれ?』大島妙子絵 童心社 2013
- 『先生、しゅくだいわすれました』佐藤真紀子絵 童心社 2014
- 『テディベア探偵』フライ絵　ポプラポケット文庫

1. (アンティークドレスはだれのもの?)2014
2. (思い出はみどりの森の中)2014
3. (ゆかたは恋のメッセージ?)2015
4. (引き出しの中のひみつ)2015
5. (18年目のプロポーズ)2016

- 『ななとさきちゃんふたりはペア』田中六大絵 岩崎書店 2014
- 『神隠しの教室』丸山ゆき絵 童心社 2016
- 『夜間中学へようこそ』岩崎書店 2016
- 『おかわりへの道』下平けーすけ絵  PHP研究所 2018
- 『二年二組のたからばこ』佐藤真紀子絵 童心社 2018
- 『犬がすきなぼくとおじさんとシロ』しんやゆう子絵 岩崎書店 2019
- 『今、空に翼広げて』講談社 2019
- 『がっこうかっぱのおひっこし』市居みか絵 童心社 2019
- 『神様のパッチワーク』佐藤真紀子絵　ポプラ社　2020
- 『はっぴょう会への道』下平けーすけ　PHP研究所　2020
- 『ボーダレス・ケアラー　生きてても生きてなくてもお世話します』理論社　2021
- 『先生、感想文、書けません！」佐藤真紀子絵　童心社　2021
- 『マスク越しのおはよう』講談社　2022
- 『がっこうかっぱの生まれた日』市居みか絵　童心社　2023
- 『いつかの約束１９４５」平澤朋子絵　岩崎書店　2023
- 『わたしに続く道』佐藤真紀子絵　金の星社　2023
- 『しょうがっこうが、きらいです！』絵佐藤真紀子　あかね書房　2024
- 『アリゲーターガーは、月を見る』理論社　2025